# DNA (televisieserie)
DNA is een Nederlandse politieserie die uitgezonden werd door SBS6. De eerste aflevering werd uitgezonden op 29 augustus 2019 en trok zo'n half miljoen kijkers.

## Rolverdeling
- Yolanthe Cabau, als Lara Noort
- Loes Haverkort, als Kate Daans
- Maaike Martens, als Isabel Arends
- Matteo van der Grijn, als Jos van Dongen
- Sinan Eroglu, als Rodan Çelik
- Hans Kesting, als Maurice Jonker
- Manoushka Zeegelaar Breeveld, als Maureen Grootfaam
- Belinda van der Stoep, als Eliz Alvaro
- Zoé van Weert, als Eva Coenen

## Afleveringen
| Afl. | Uitzenddatum      | Aantal kijkers |
| ---- | ----------------- | -------------- |
| 1    | 29 augustus 2019  | 489.000        |
| 2    | 5 september 2019  | 396.000        |
| 3    | 12 september 2019 | 399.000        |
| 4    | 19 september 2019 | 380.000        |
| 5    | 26 september 2019 | 366.000        |
| 6    | 3 oktober 2019    | 343.000        |
| 7    | 10 oktober 2019   | 314.000        |
| 8    | 17 oktober 2019   | 387.000        |
| 9    | 24 oktober 2019   | 372.000        |
| 10   | 31 oktober 2019   | 388.000        |